# هوليوك
هوليوك (ماساتشوستس) (بالإنجليزية: Holyoke, Massachusetts)‏ هي مدينة تقع في الولايات المتحدة في مقاطعة هامبدن (ماساتشوستس). يقدر عدد سكانها بـ 40,135 نسمة ومساحتها 59.1 كم2 وترتفع عن سطح البحر 61 متر.

## التركيبة السكانية
حدّد مكتب تعداد الولايات المتحدة بيانات التركيبة السكانية لهوليوك في تعداد الولايات المتحدة. في ما يلي، التركيبة السكانية حسب تعدادي 2000 و2010.

### تعداد عام 2000
بلغ عدد سكان هوليوك 39,838 نسمة بحسب تعداد عام 2000، وبلغ عدد الأسر 14,967 أسرة وعدد العائلات 9,478 عائلة مقيمة في المدينة. في حين سجلت الكثافة السكانية 675.1 نسمة لكل كيلومتر مربع (1,748.5/ميل2). وبلغ عدد الوحدات السكنية 16,210 وحدة بمتوسط كثافة قدره 274.7 لكل كيلومتر مربع (711.5/ميل2).
وتوزع التركيب العرقي للمدينة بنسبة 65.76% من البيض و3.71% من الأمريكيين الأفارقة و0.38% من الأمريكيين الأصليين و0.81% من الأمريكيين ذوي الأصول الآسيوية و0.12% من سكان جزر المحيط الهادئ و26.41% من الأعراق الأخرى و2.81% من عرقين مختلطين أو أكثر و41.38% من الهسبانيون أو اللاتينيون من أي عرق.
بلغ عدد الأسر 14,967 أسرة كانت نسبة 36.9% منها لديها أطفال تحت سن الثامنة عشر تعيش معهم، وبلغت نسبة الأزواج القاطنين مع بعضهم البعض 36.5% من أصل المجموع الكلي للأسر، ونسبة 22.1% من الأسر كان لديها معيلات من الإناث دون وجود شريك، بينما كانت نسبة 4.7% من الأسر لديها معيلون من الذكور دون وجود شريكة وكانت نسبة 36.7% من غير العائلات. تألفت نسبة 30.9% من أصل جميع الأسر من عدة أفراد يعيشون في نفس المنزل ونسبة 13.5% كانت تتألف من شخص يعيش بمفرده يبلغ من العمر 65 عاماً أو أكثر. وبلغ متوسط حجم الأسرة المعيشية 2.57، أما متوسط حجم العائلات فبلغ 3.23.
بلغ العمر الوسطي للسكان 34.0 عاماً. وكانت نسبة 29.3% من القاطنين تحت سن الثامنة عشر، وكانت نسبة 8.9% بين الثامنة عشر والرابعة والعشرين عاماً، ونسبة 26.6% كانت واقعةً في الفئة العمرية ما بين الخامسة والعشرين والرابعة والأربعين عاماً، ونسبة 18.8% كانت ما بين الخامسة والأربعين والرابعة والستين، ونسبة 13% كانت ضمن فئة الخامسة والستين عاماً فما فوق. يوجد لكل 100 أنثى 88.5 ذكر، ويوجد لكل 100 أنثى في الثامنة عشر من عمرها فما فوق 81.4 ذكر.
بلغ متوسط دخل الأسرة في المدينة 30,441 دولارًا، أما متوسط دخل العائلة فبلغ 36,130 دولارًا. وكان متوسط دخل الذكور 34,849 دولارًا مقابل 26,652 دولارًا للإناث. وسجل دخل الفرد الخاص بالمدينة 15,913 دولارًا. وكانت نسبة 22.6% من العائلات ونسبة 26.4% من السكان تحت خط الفقر، وكان من هؤلاء نسبة 41.9% تحت سن الثامنة عشر ونسبة 13.2% في الخامسة والستين من العمر وما فوق.

### تعداد عام 2010
بلغ عدد سكان هوليوك 39,880 نسمة بحسب تعداد عام 2010، وبلغ عدد الأسر 15,361 أسرة وعدد العائلات 9,329 عائلة مقيمة في المدينة. في حين سجلت الكثافة السكانية 675.8 نسمة لكل كيلومتر مربع (1,750.3/ميل2). وبلغ عدد الوحدات السكنية 16,384 وحدة بمتوسط كثافة قدره 277.6 لكل كيلومتر مربع (719.0/ميل2).
وتوزع التركيب العرقي للمدينة بنسبة 66.02% من البيض و4.68% من الأمريكيين الأفارقة و0.75% من الأمريكيين الأصليين و1.07% من الأمريكيين ذوي الأصول الآسيوية و0.07% من سكان جزر المحيط الهادئ و23.51% من الأعراق الأخرى و3.90% من عرقين مختلطين أو أكثر و48.43% من الهسبانيون أو اللاتينيون من أي عرق.
بلغ عدد الأسر 15,361 أسرة كانت نسبة 34.9% منها لديها أطفال تحت سن الثامنة عشر تعيش معهم، وبلغت نسبة الأزواج القاطنين مع بعضهم البعض 30.5% من أصل المجموع الكلي للأسر، ونسبة 24.9% من الأسر كان لديها معيلات من الإناث دون وجود شريك، بينما كانت نسبة 5.3% من الأسر لديها معيلون من الذكور دون وجود شريكة وكانت نسبة 39.3% من غير العائلات. تألفت نسبة 32% من أصل جميع الأسر من عدة أفراد يعيشون في نفس المنزل ونسبة 12.2% كانت تتألف من شخص يعيش بمفرده يبلغ من العمر 65 عاماً أو أكثر. وبلغ متوسط حجم الأسرة المعيشية 2.51، أما متوسط حجم العائلات فبلغ 3.16.
بلغ العمر الوسطي للسكان 35.0 عاماً. وكانت نسبة 26.4% من القاطنين تحت سن الثامنة عشر، وكانت نسبة 10.2% بين الثامنة عشر والرابعة والعشرين عاماً، ونسبة 25.5% كانت واقعةً في الفئة العمرية ما بين الخامسة والعشرين والرابعة والأربعين عاماً، ونسبة 23.7% كانت ما بين الخامسة والأربعين والرابعة والستين، ونسبة 14.2% كانت ضمن فئة الخامسة والستين عاماً فما فوق. وتوزع التركيب الجنسي للسكان بنسبة 46.9% ذكور و53.1% إناث.

## أعلام
- بيتر ماكلولين
- إد موريارتي
- إلي جاك خان جونيور
- آرثر آدامز
- آنا جيه. هاريسون
- بولين كيرلي
- ميلدريد ألين
- هال بلين
- آن دود
- موريس سواديش